# Nazionale femminile di pallacanestro dell'Uganda
La nazionale femminile di pallacanestro dell'Uganda è la rappresentativa cestistica dell'Uganda ed è posta sotto l'egida della Federazione cestistica dell'Uganda.

## Piazzamenti

### Campionati africani
- 1997 - 9°
- 2015 - 9°
- 2023 - 7°
- 2025 - 8°

## Formazioni

### Campionati africani
Campionato africano femminile di pallacanestro 19974 Birungi, 5 Namayeanja, 7 Buteba, 8 Nyongesa, 9 Bireke, 10 Mbabazi, 11 Nakiriyowa, 12 Kafumbe, 13 Jamwa, 14 Kabenge, 15 Meymar,        All. -
Campionato africano femminile di pallacanestro 20154 Oketcho, 5 Siima, 6 Nansobya, 7 Nakazibwe, 8 De Ruijter, 9 Akullo, 10 Amoding, 11 Peace, 12 Karungi, 13 Nassolo, 14 Namuwaya, 15 Soigi,        All. Ayeet Timothy Odeke
Campionato africano femminile di pallacanestro 20231 Babirye, 4 Oketcho, 8 Imanishimwe, 9 Nakiyingi, 10 Ekone, 12 Akello, 14 Otto, 15 Abey, 16 Najjuma, 18 Akullu, 22 Lamunu, 35 Asinde,        All. Alberto Antuña Leal
Campionato africano femminile di pallacanestro 20253 Nyamwenge, 4 Namugosa, 5 Kamwada, 7 Nanvubya, 9 Nansikombi, 11 Nakiyingi, 12 Akello, 16 Nangobi, 18 Akullu, 22 Lamunu, 24 Robinson, 35 Asinde,        All. Nicholas Natuhereza